# Ґербранд ван ден Екгоут
Ґербранд Янс ван ден Екгоут (нід. Gerbrand Janszoon van den Eeckhout; 19 серпня 1621, Амстердам — 22 жовтня 1674, Амстердам) — нідерландський живописець та гравер епохи бароко, один з найкращих учнів Рембрандта.

## Життєпис
Ґербранд ван ден Екгоут народився 19 серпня 1621 року в Амстердамі у родині менонітів, які втекли у 1585 році з Антверпену на північ. Батько Ґербранда — Янс Свелінк Ван ден Екгаут, був ювеліром. У сім'ї було дев'ятеро дітей, Ґербранд був восьмою дитиною. П'ятеро братів та сестер померли ще у дитячому віці. 1631 року померла його мати. Другою дружиною батька була Корнелія Дедел (1594-1660), дочка засновника Делфтської палати голландської Східно-Індійської компанії. 
Один з братів Ґербранда — Ян ван ден Екгоут (пом. 1669), був успішним торгівцем вином та староста Гільдії. Ґербранд ван ден Екгоут не був одруженим. Останні свої роки він жив з Марією, вдовою свого брата Яна. Будучи бездітним, він усе своє майно заповів племіннику.
Арнольд Гаубракен писав, що Ґербранд ван ден Екгоут був учнем Рембрандта. Працював Екгоут у Амстердамі. Графічні роботи Екгаута дуже близькі до манери вчителя. У своїй творчості був досить різноманітний. Писав портрети, в тому числі алегоричні; невеликі, камерного звучання жанрові картини, що нагадують роботи Пітера де Гоха. Багато з написаних ним портретів він власноруч гравірував «міцною горілкою» (азотною кислотою). Його пензлю належать також кілька ліричних за настроєм пейзажів. Однак головне місце в його творчості займала живопис на біблійні сюжети, у яких Екгаут прагнув наслідувати Рембрандта. 
Серед творів Екгаута є полотна значних розмірів, але найбільш цікаві в художньому плані та близькі до робіт Рембрандта його невеликі за розміром картини, особливо пізнього періоду.

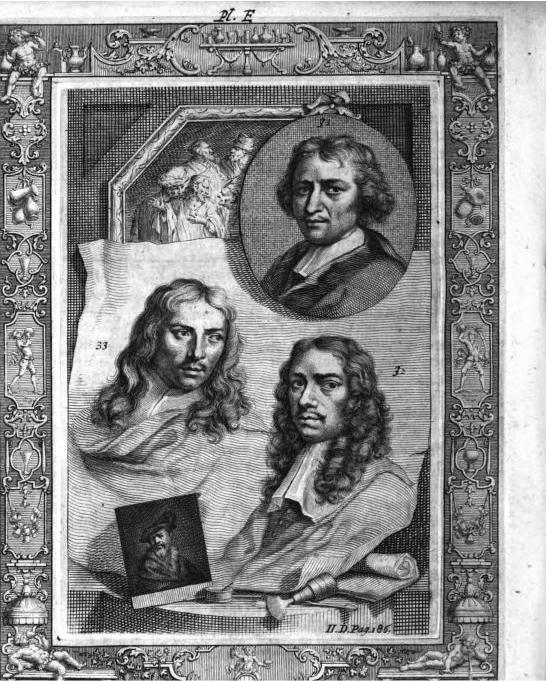

## Вибрані твори
1. «Анна, присвячує свого сина Самуїла Господу», (Париж, Лувр, 1665);
2. «Авраам і три Ангели»(Санкт-Петербург, Ермітаж, 1656);
3. «Отрок-Христос розмовляє з мудрецями у храмі», (Мюнхен, Пінакотека, середина 17-го ст);
4. «Сімейство Дарія перед Олександром Македонським», (Лондон, Національна галерея, 1656);
5. «Жертвоприношення Єровоама в Бет-Елі», (Санкт-Петербург,Ермітаж, 1656);
6. «Сон Якова», (Національний музей, Варшава, 1642);
7. «Портрет родини», (Музей образотворчих мистецтв, Будапешт, 1667);
8. «Видіння сотника Корнилія», (Художній музей Волтерс, Балтимор, 1664);
9. «Діти в парку», (Санкт-Петербург, Ермітаж, 1671);
10. «Таємна вечеря», (Амстердам, Рейксмузей);
11. «Пророк Єлисей», (Музей образотворчих мистецтв, Будапешт, 1664);
12. «Поклоніння волхвів», (Державний музей О. С. Пушкіна, Москва, 1658);
13. «Портрет високопоставленого чиновника у Ост-Індській компанії», (Музей Гренобля, Гренобль, 1669);
14. «Моління про чашу», (Державний музей О. С. Пушкіна, Москва, 1658);
15. «Юда та Тамар», (Державний музей О. С. Пушкіна, Москва, 1658);
16. «Запрошення на нічліг мешканцями міста Ґів'ї Левіта і його наложниці», (Державний музей О. С. Пушкіна, Москва, 1658);
17. «Христос і грішниця», (Амстердам, Рейксмузеум, 1674);
18. «Сатир та селянин», (Національний музей Швеції, Стокгольм, середина 17-го ст);
19. «Ангел і Гедеон», (Національний музей Швеції, Стокгольм, 1640);
20. «Вчений з своїми книгами», (Музей образотворчих мистецтв, Будапешт, 1671);
21. «Плач Агарі» (Центр Гетті, Лос-Анджелес, середина 17-го ст)
22. «Поклоніння пастухів», (Національний музей Кардіффа, 1665);
23. «Солдати в караульному приміщенні», (Музей витончених мистецтв, Бостон, середина 17-го ст);
24. «Гірський пейзаж» (Приватне зібрання, 1663);
25. «Франциск Ассізький», (Приватне зібрання, 1655)
26. «Ісаак та Ребека» (Мауріцгейс, Гага, 1665).

## Картини

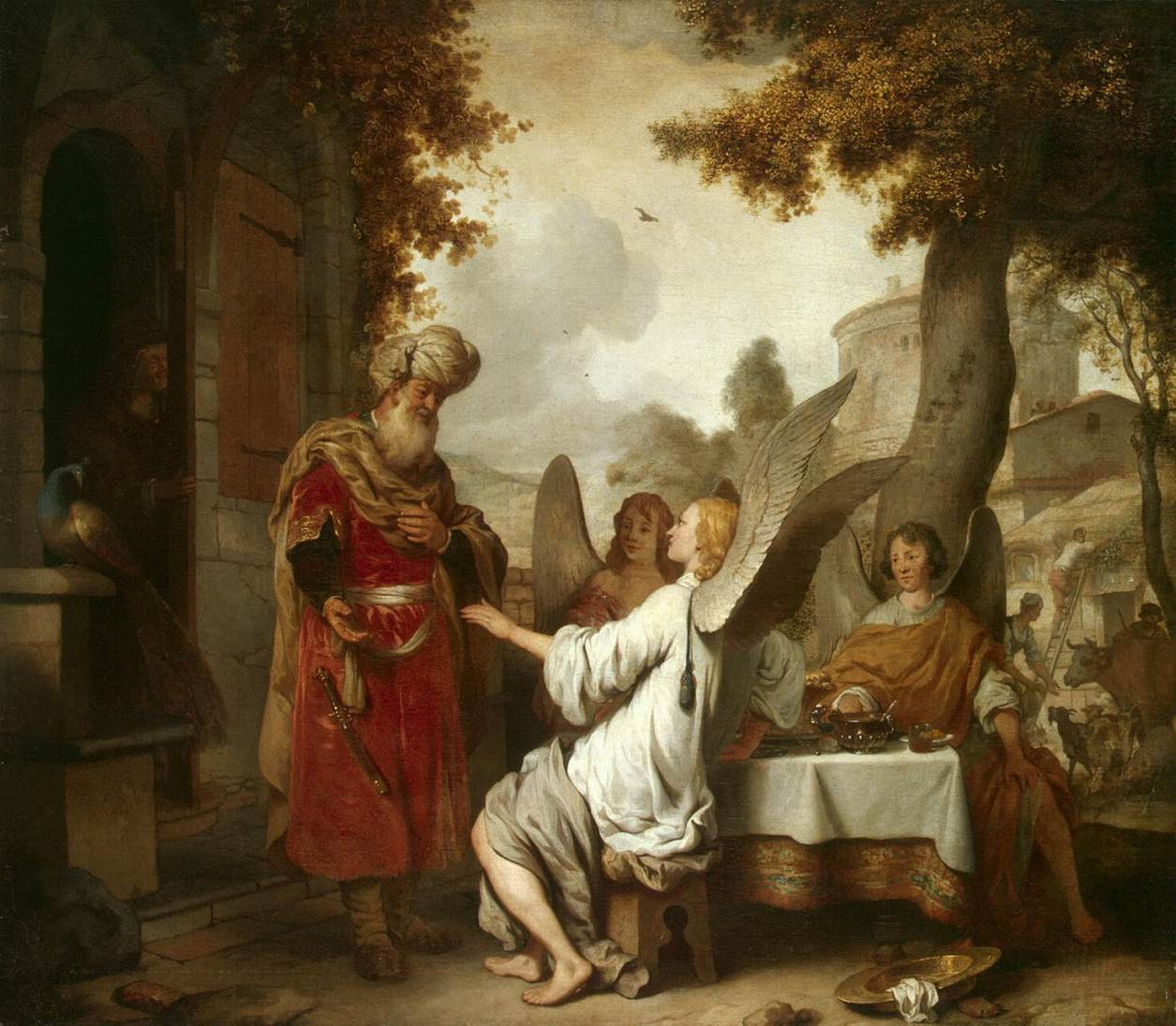
«Авраам і три Ангели»(Санкт-Петербург, Ермітаж, 1656)
«Ангел і Гедеон» (Національний музей Швеції, Стокгольм, 1640)
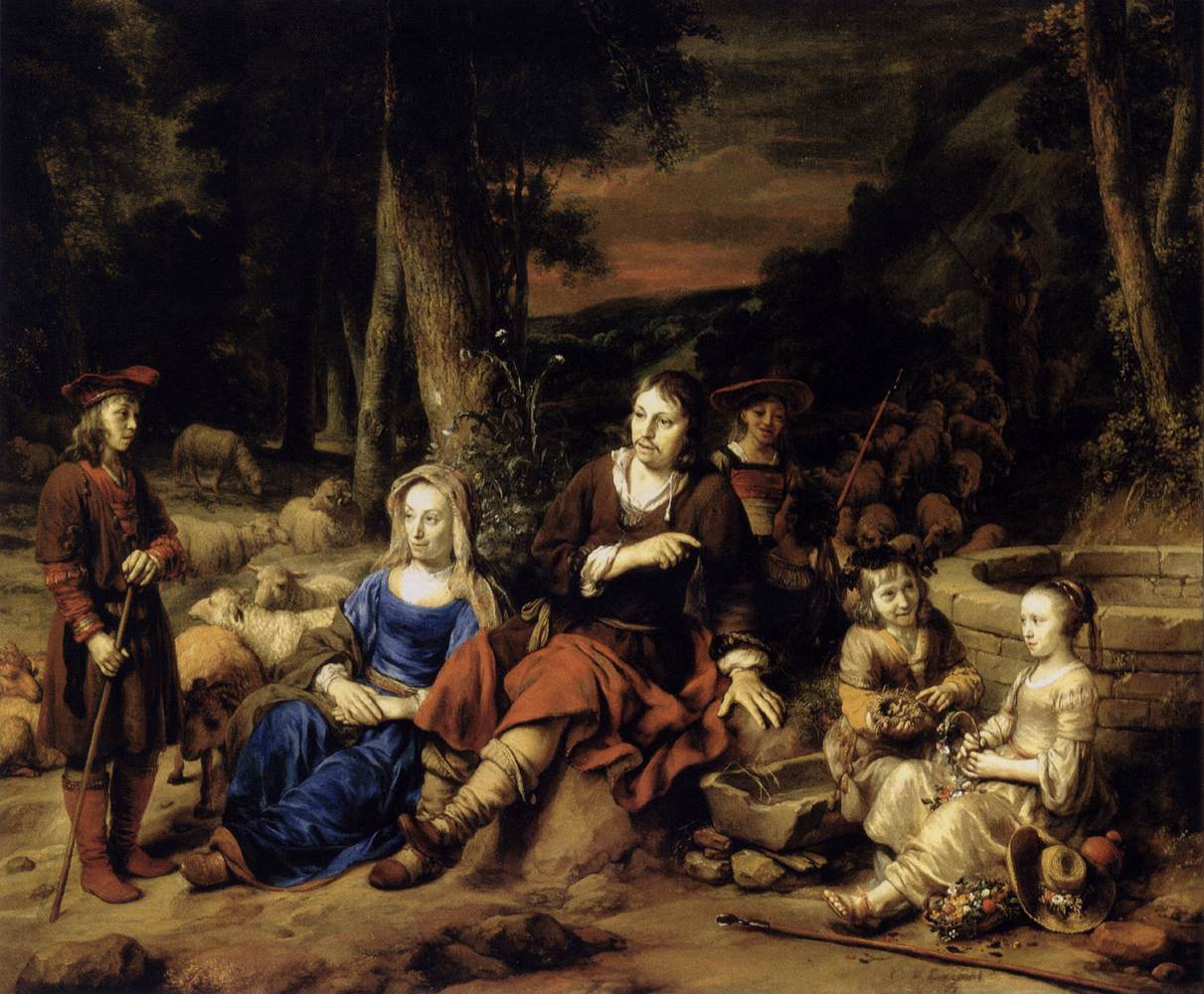
«Портрет родини», (Музей образотворчих мистецтв, Будапешт, 1667)
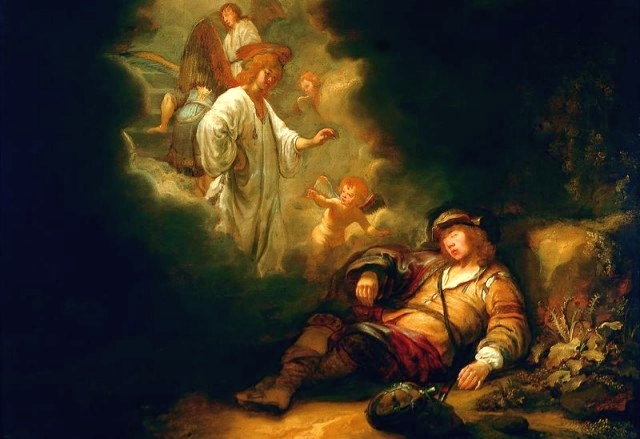
«Сон Якова». Національний музей, Варшава (1642)
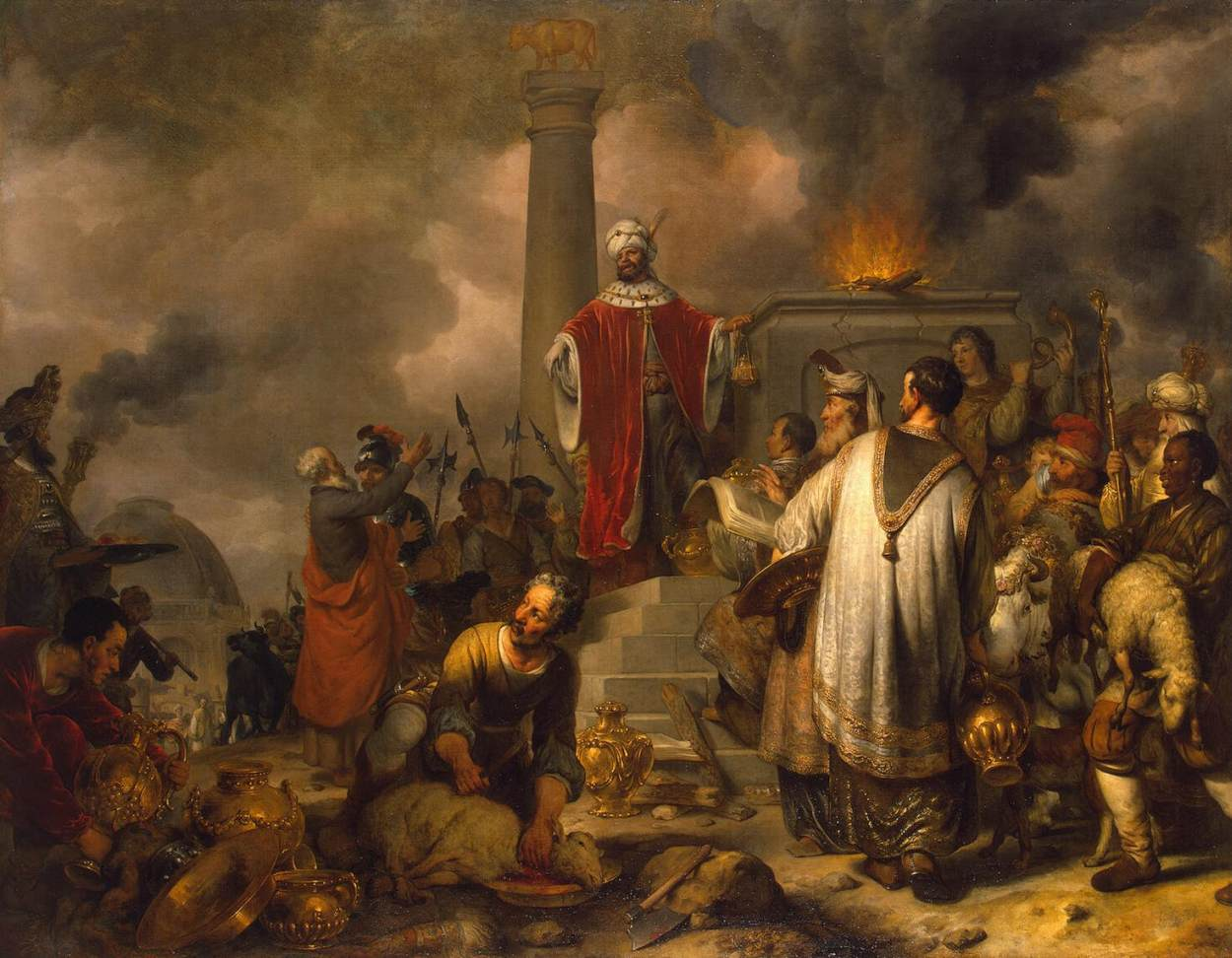
«Жертвоприношення Єровоама в Бет-Елі», (1656)
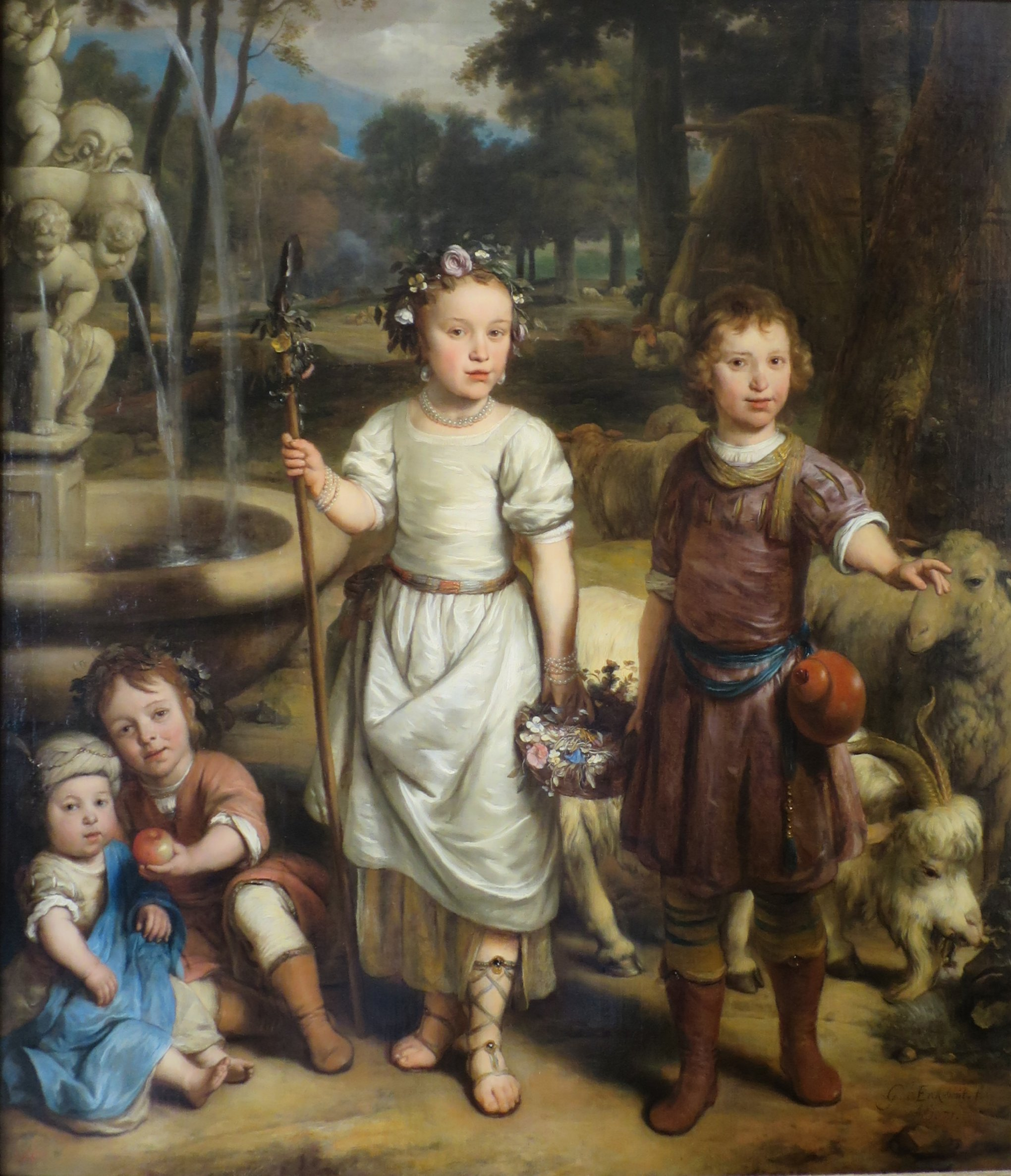
«Діти в парку» (Санкт-Петербург, Ермітаж, 1671)
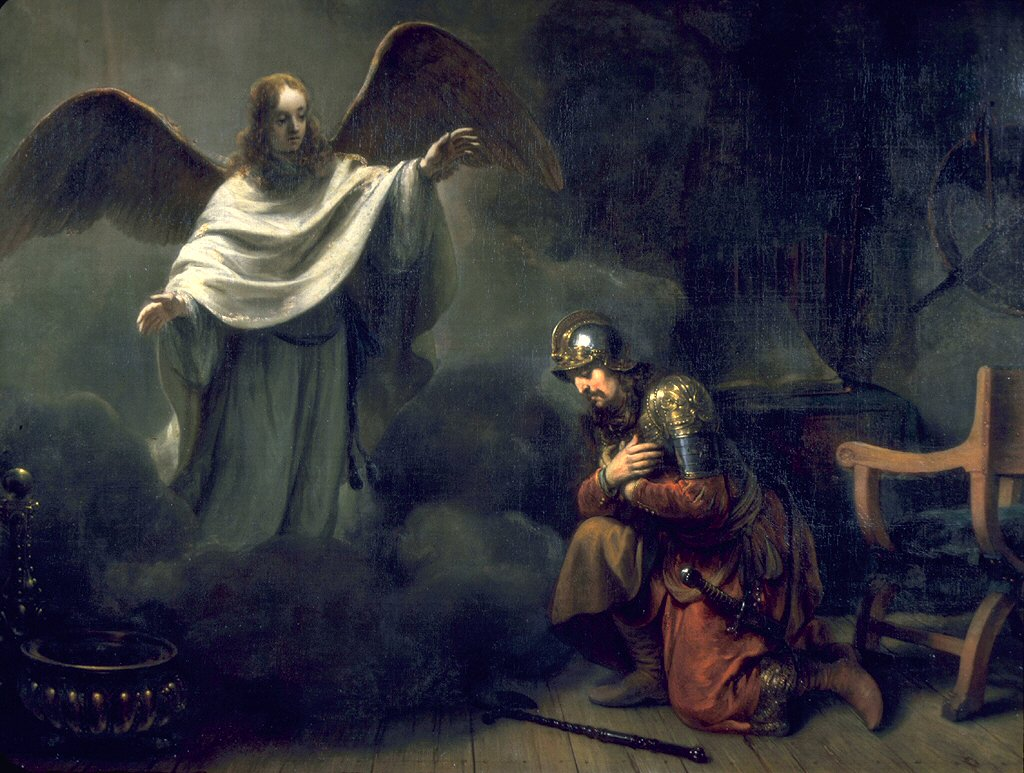
«Видіння сотника Корнилія» (Художній музей Волтерс, Балтимор, 1664)
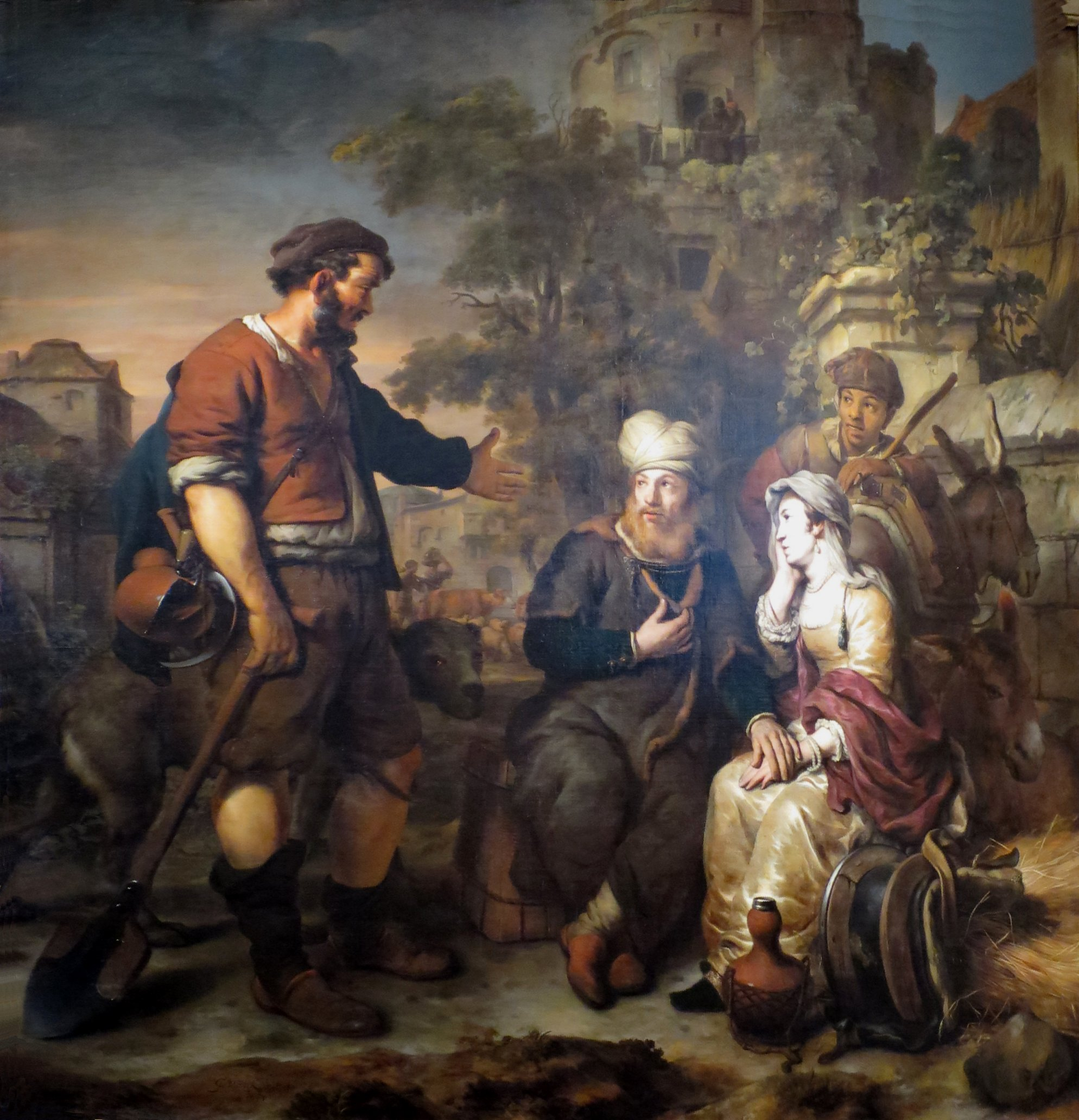
(Державний музей О. С. Пушкіна, Москва, 1658);
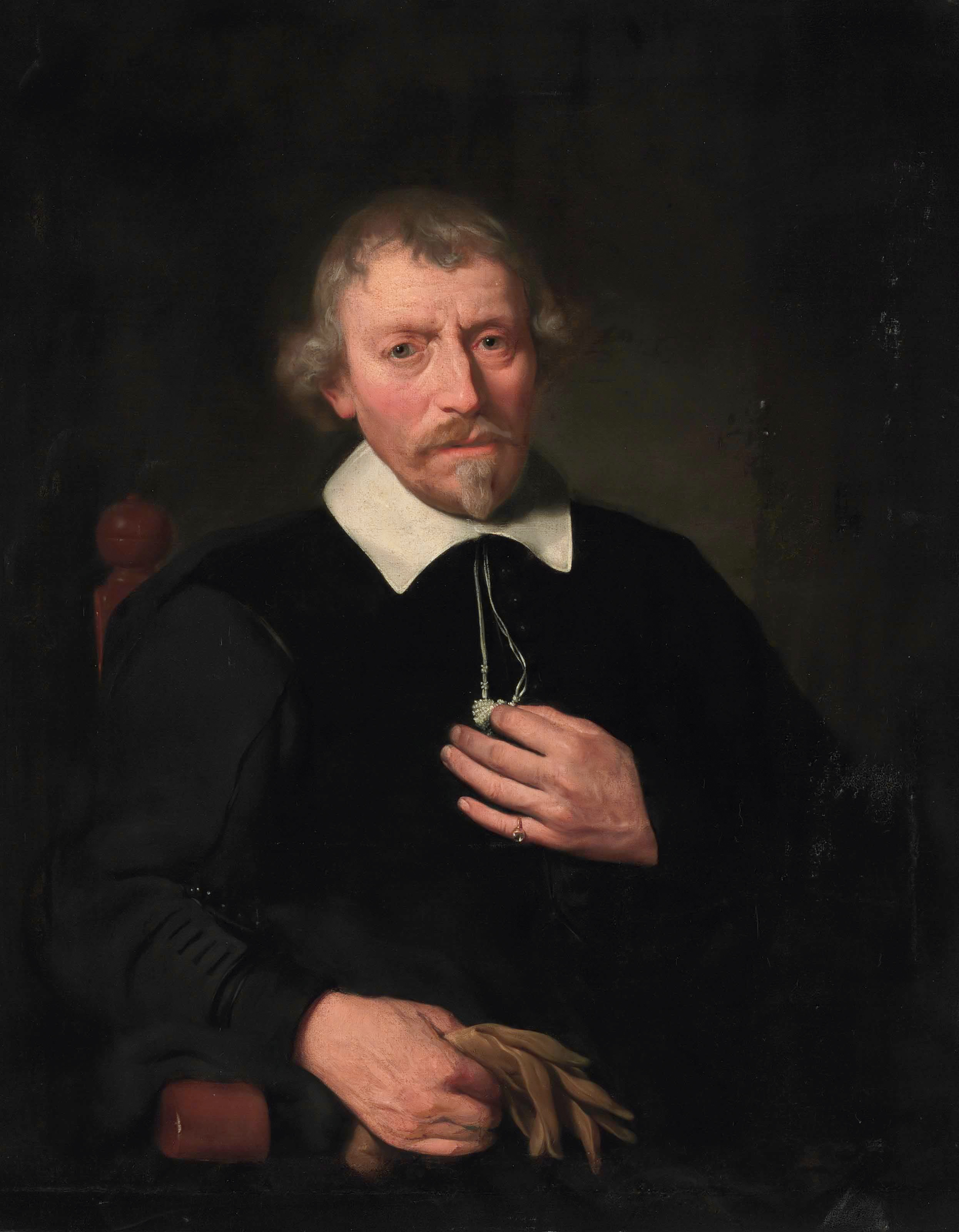
«Ян Пітерс Ван ден Екгаут» (1651)
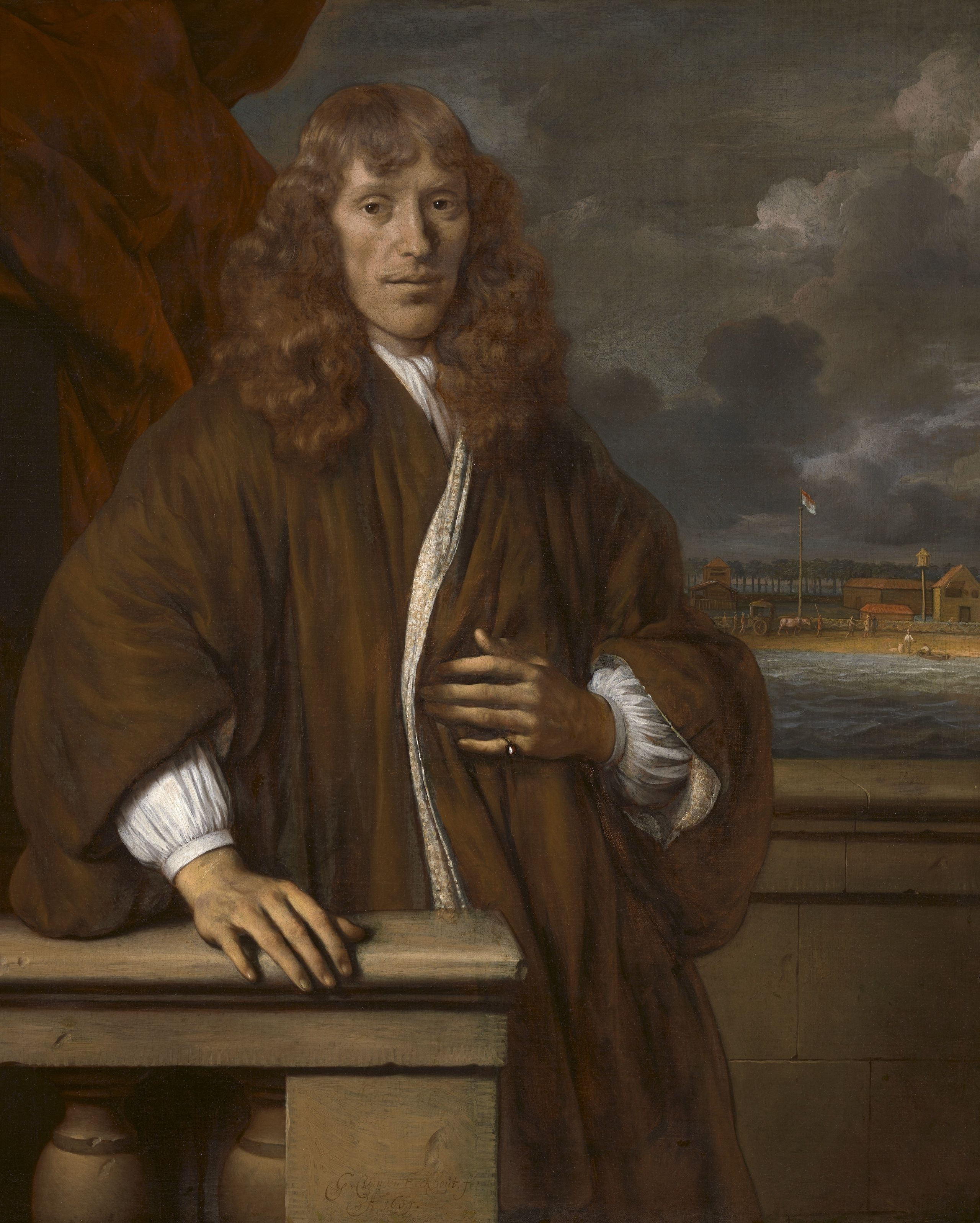
«Портрет високопоставленого чиновника у Ост-Індській компанії» (Музей Гренобля, Гренобль, 1669)
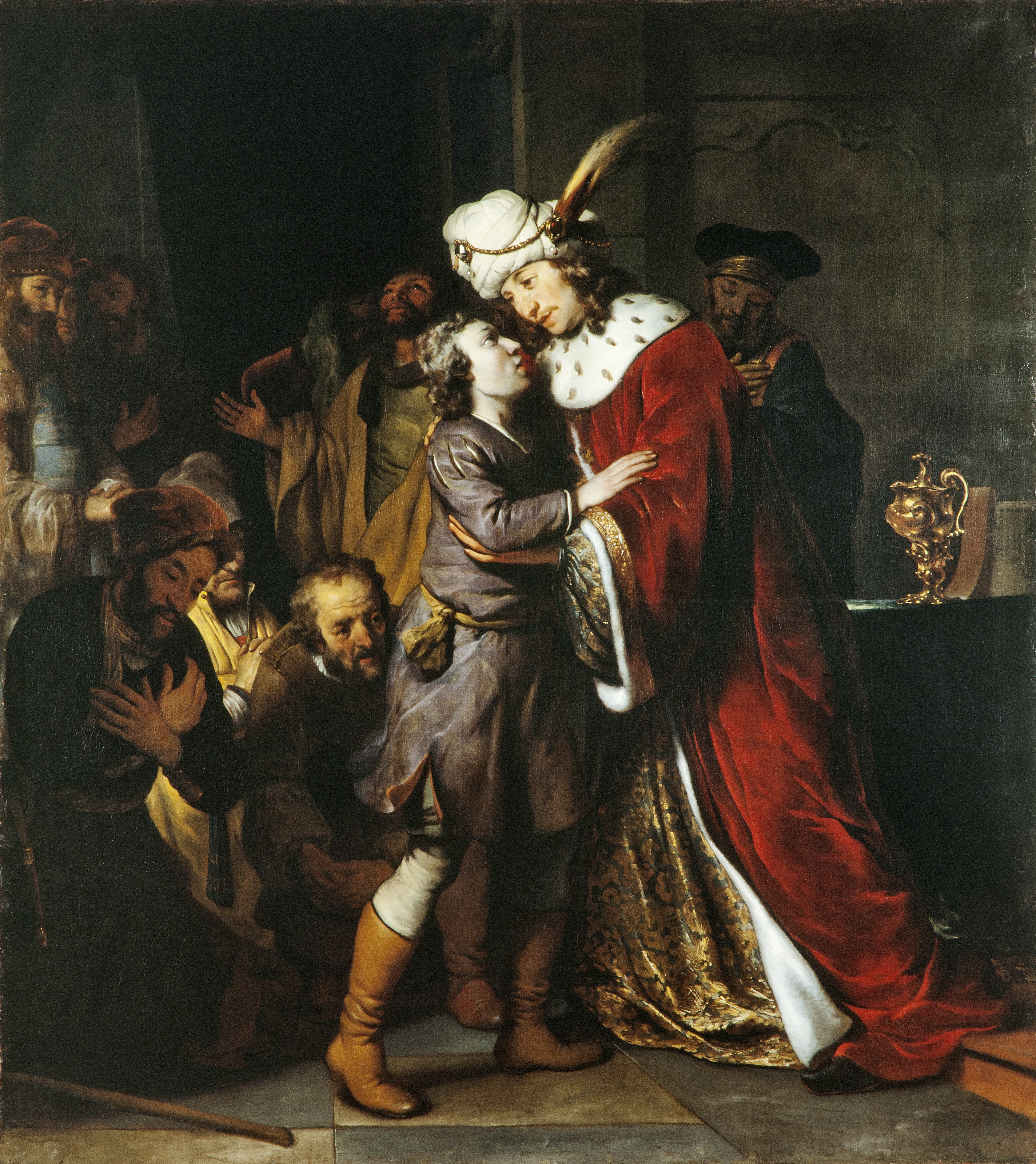
«Йосип і його брати» (Замок Скоклостер, 1657)
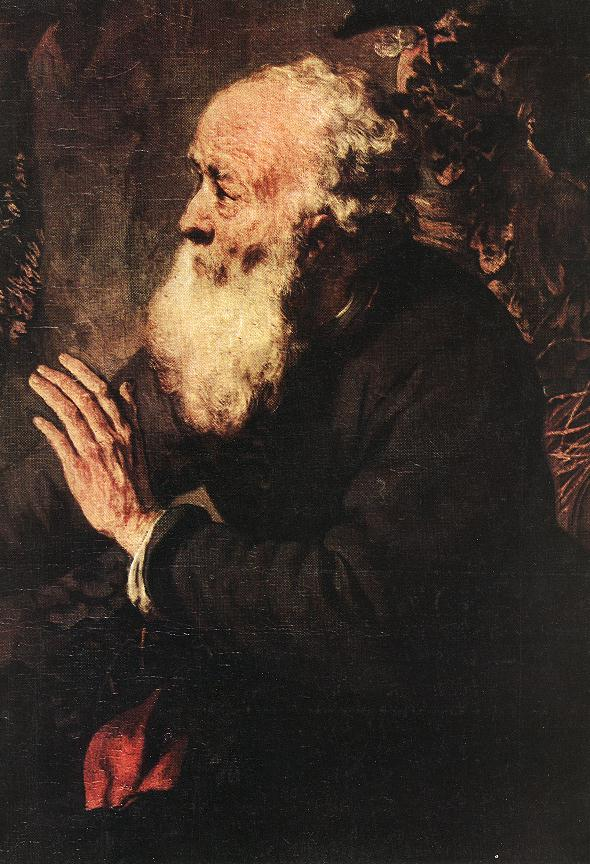
«Пророк Єлисей» (Музей образотворчих мистецтв, Будапешт, 1664)
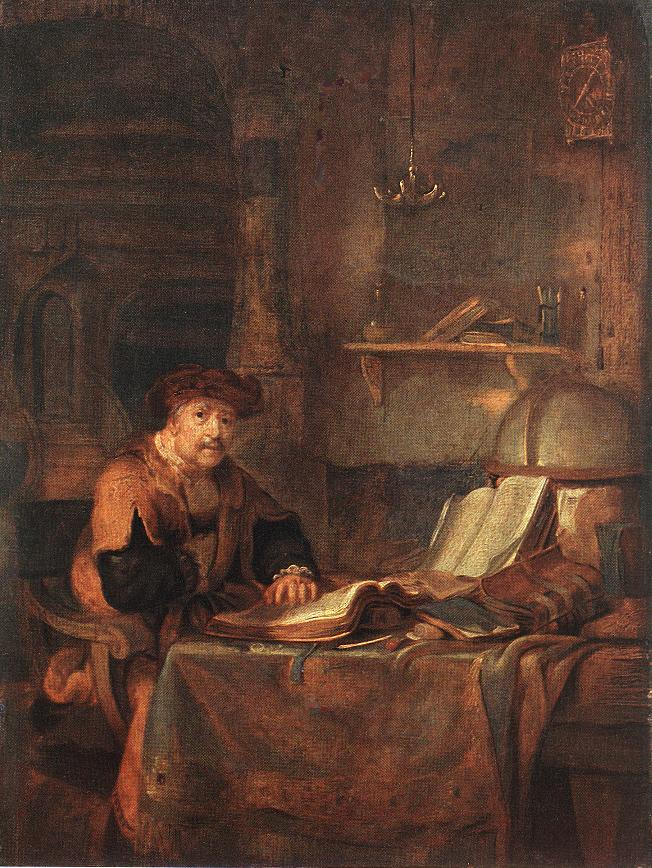
«Вчений з своїми книгами» (Музей образотворчих мистецтв, Будапешт, 1671)
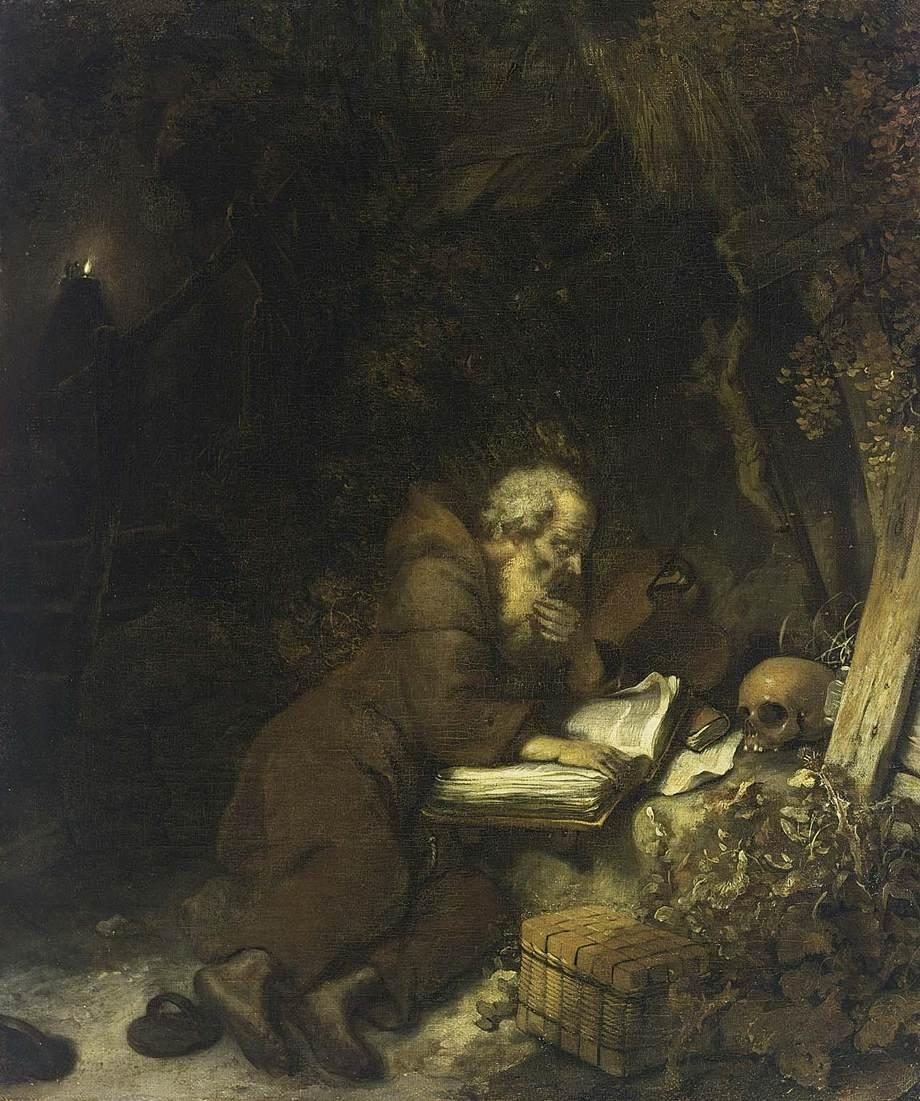
«Франциск Ассізький», (Приватне зібрання, 1655)
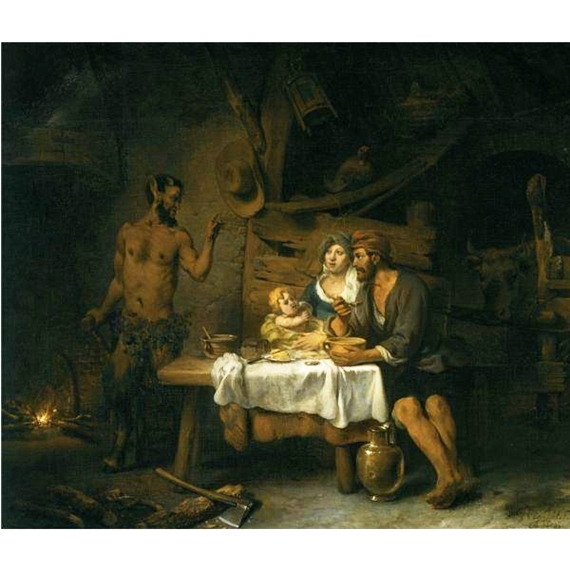
«Сатир та селянин», (Національний музей Швеції, Стокгольм, середина 17-го ст).